# Risoba rufialbivertex
Risoba rufialbivertex är en fjärilsart som beskrevs av Embrik Strand 1917. Risoba rufialbivertex ingår i släktet Risoba och familjen trågspinnare. Inga underarter finns listade.